# The Expanse
The Expanse (literalmente «La extensión», traducido en Hispanoamérica como «La expansión») es una serie de televisión estadounidense de ciencia ficción que se estrenó el 14 de diciembre de 2015 en Syfy. La serie fue desarrollada por Mark Fergus y Hawk Ostby, basada en la serie de novelas de Daniel Abraham y Ty Franck, escritas bajo el pseudónimo de James S. A. Corey. Situada en un futuro donde la humanidad ha colonizado el sistema solar, está protagonizada por la ejecutiva de las Naciones Unidas Chrisjen Avasarala (Shohreh Aghdashloo), el detective de policía Josephus Miller (Thomas Jane), el oficial James «Jim» Holden (Steven Strait) y la tripulación a bordo de la nave Rocinante (nombrada por la afición de Jim a la lectura de El Quijote), mientras desentrañan una conspiración que amenaza la paz en el sistema y la supervivencia de la humanidad.
También trata la fragmentada relación entre la Tierra, Marte y la Alianza de Planetas Exteriores u O.P.A., una organización no reconocida como órgano de gobierno que lucha por los intereses de los «cinturonianos» (habitantes del cinturón de asteroides situado entre Marte y Júpiter), quién es a menudo acusada de tácticas ilegales y terrorismo.
La serie se estrenó bajo demanda el 23 de noviembre de 2015 y en Syfy el 14 de diciembre de 2015. La segunda temporada de trece episodios se estrenó el 1 de febrero de 2017. En marzo de 2017, Syfy renovó The Expanse por una tercera temporada de trece episodios que se estrenó el 11 de abril de 2018. La serie recibió críticas positivas de la prensa especializada, destacando sus bellas imágenes, personajes bien desarrollados y narrativa política emocionante. Ha recibido una nominación a los premios Hugo por la mejor representación dramática así como a los premios Saturn.
El 11 de mayo de 2018, Syfy anunció que cancelaba la serie después de tres temporadas. Sin embargo, el 26 de mayo de 2018, Amazon Prime Video anunció que recuperaba la serie para una cuarta temporada compuesta de 10 episodios programados para el 13 de diciembre de 2019. El 27 de julio de 2019, Amazon renovó  The Expanse para una quinta temporada. Existen seis temporadas y no hay planes en enero de 2022 para otra renovación.

## Argumento
Doscientos años en el futuro, en un sistema solar totalmente colonizado, el detective de la policía Josephus Miller (Thomas Jane), nacido en Ceres, en el cinturón de asteroides, tiene asignada la misión de encontrar a una joven desaparecida, Juliette «Julie» Andrómeda Mao (Florence Faivre).
Mientras tanto, James Holden (Steven Strait), primer oficial del carguero de hielo Canterbury, se ve envuelto en un trágico accidente que amenaza con desestabilizar las relaciones entre la Tierra, Marte y el Cinturón.
Lejos de estas dificultades, en el espacio, Chrisjen Avasarala (Shohreh Aghdashloo), una ejecutiva de Naciones Unidas, organización que ha logrado un gobierno mundial, trabaja para evitar la guerra entre esta y Marte, gobernado por el Congreso General Marciano, cueste lo que cueste.
Pronto, los tres descubrirán que la mujer desaparecida y el trágico destino del carguero de hielo eran parte de una vasta conspiración que amenaza a toda la humanidad.

## Reparto y personajes

### Principales
- Thomas Jane como detective Josephus Miller, un agente de policía en Ceres.[4]
- Steven Strait como James «Jim» Holden, oficial de la nave de carga Canterbury.[4]
- Cas Anvar como Alex Kamal, piloto de la Canterbury.[5]
- Dominique Tipper como Naomi Nagata, la ingeniera de la Canterbury.[5]
- Wes Chatham como Amos Burton, un mecánico de la Canterbury.[5]
- Paulo Costanzo como Shed Garvey, el médico de la Canterbury.[5]
- Florence Faivre como Juliette Andrómeda Mao, «Julie Mao», la mujer que Miller está buscando.
- Shawn Doyle[El 1] como Sadavir Errinwright, subsecretario de Administración Ejecutiva de la ONU.[6]
- Shohreh Aghdashloo como Chrisjen Avasarala, subsecretaria adjunta de la administración ejecutiva de la ONU.[4]
- Frankie Adams como Roberta «Bobbie» Draper, sargento de artillería del cuerpo de Marines marciano.[7] (temporada 2-6)
- Cara Gee como Camina Drummer, «cinturoniana» segunda al mando de Johnson. (temporada 2-5)
- David Strathairn como Klaes Ashford[8] (temporada 3-4)

### Secundarios
- Jay Hernández como Dmitri Havelock, compañero de Miller en Star Helix.[5] (temporada 1)
- Lola Glaudini como Shaddid, capitán del destacamento de Star Helix en Ceres. (temporada 1)
- Athena Karkanis como Octavia Muss, «Tavi», expareja de Miller. (temporada 1)
- Brian George como Arjun Avasarala, marido de Chrisjen Avasarala.
- Jared Harris como Anderson Dawes, enlace de la OPA en Ceres[6]
- Greg Byrk como K. López, teniente del MCRN[El 2] asignado a la MCRN Donnager. (temporada 1)
- Chad Coleman como Frederick Lucius Johnson, «Fred», «El carnicero de la estación Anderson», excoronel de la ONU, líder de la OPA.[6]
- Nick E. Tarabay como Cotyar, profesional de seguridad que trabaja para Avasarala. (temporada 2)
- Andrew Rotilio como Diogo Harari, un joven «cinturoniano» de Ceres.
- François Chau como Jules-Pierre Mao, dueño de Mao-Kwikowski Mercantile, una subsidiaria de Protogen y el padre de Julie.
- Terry Chen como Praxideke Meng, «Prax», botánico de Ganímedes. (temporada 2)
- Kevin Hanchard como «Semi» Sematimba, detective de Eros y un viejo amigo de Miller. (temporada 1)
- Martin Roach como Souther, almirante de la ONU, excomandante de la flota de la ONU, ahora comandante de la flota de la ONU en Júpiter.
- Daniel Kash como Antony Dresden, jefe de investigación biológica en Protogen.
- Byron Mann como Augusto Nguyễn, almirante de la ONU. (temporada 2)
- Mpho Koaho como Richard Travis, Marine de Marte, nacido en la Tierra y novato en el escuadrón de Draper. (temporada 2)
- Leah Jung como Mei Meng, hija de Prax. (temporada 2)
- Elías Toufexis como Kenzo Gabriel, espía corporativo en la estación Tycho. (temporada 1)
- Peter Outerbridge como Martens, capitán del MCRN asignado a la Scirocco. (temporada 2)
- Sarah Allen como Hillman, Marine de Marte, novata del escuadrón de Draper. (temporada 2)
- Dewshane Williams como Sa'id, cabo del escuadrón de Draper. (temporada 2)
- Conrad Pla como Janus, coronel de la ONU asignado a la UNS Arboghast. (temporada 2)
- Ted Whittall como Michael Iturbi, científico de la ONU asignado a la UNS Arboghast. (temporada 2)
- Ted Atherton como Lawrence Strickland, pediatra de Protogen en Ganímedes. (temporada 2)
- Hugh Dillon como Sutton, teniente del MCRN al mando de la MCRN Scirocco. (temporada 2)
- Jeff Seymour como Pyotr Korshunov, ministro de defensa de Marte. (temporada 2)
- Rachael Crawford como J. Peñano, almirante del MCRN. (temporada 2)
- Jean Yoon como Theresa Yao, capitán de la MCRN Donnager. (temporada 1)
- Elizabeth Mitchell como Rev. Annushka Volovodov, «Anna», pastor metodista de Europa.[9] (temporada 3)

Notas:
1. ↑  Doyle fue añadido al elenco principal a partir del episodio The Big Empty.
2. ↑  MCRN — «Martian Congressional Republic» Navy — Marine del «Congreso de la República de Marte».

|             |               |                  |             |           |                    |              |                 |               |
| Thomas Jane | Steven Strait | Dominique Tipper | Wes Chatham | Cas Anvar | Shohreh Aghdashloo | Chad Coleman | Florence Faivre | Frankie Adams |

## Episodios
| Temporada | Temporada | Episodios | Episodios | Lanzamiento original    | Lanzamiento original    | Lanzamiento original |
| Temporada | Temporada | Episodios | Episodios | Primera emisión         | Última emisión          | Cadena               |
| --------- | --------- | --------- | --------- | ----------------------- | ----------------------- | -------------------- |
|           | 1         | 10        | 10        | 14 de diciembre de 2015 | 2 de febrero de 2016    | Syfy                 |
|           | 2         | 13        | 13        | 1 de febrero de 2017    | 19 de abril de 2017     | Syfy                 |
|           | 3         | 13        | 13        | 11 de abril de 2018     | 27 de junio de 2018     | Syfy                 |
|           | 4         | 10        | 10        | 12 de diciembre de 2019 | 12 de diciembre de 2019 | Prime Video          |
|           | 5         | 10        | 10        | 15 de diciembre de 2020 | 2 de febrero de 2021    | Prime Video          |
|           | 6         | 6         | 6         | 10 de diciembre de 2021 | 14 de enero de 2022     | Prime Video          |

## Producción

### Desarrollo
The Expanse se basa en la serie de novelas del mismo nombre de James S. A. Corey, un pseudónimo de los autores Daniel Abraham y Ty Franck, que también son escritores y productores de la serie. La primera novela, Leviathan Wakes de 2011, fue nominada a los premios Hugo por la mejor novela y a los premios Locus por la mejor novela de ciencia ficción.
El 11 de abril de 2014, Syfy anunció el compromiso de la adaptación televisiva de la serie de libros, y encargó la producción de 10 episodios de una hora de duración para la primera temporada. En esa fecha, el presidente de Syfy, Dave Howe, comentó: «The Expanse es épica en escala y alcance y promete ser la serie más ambiciosa de Syfy hasta la fecha».
Mark Fergus y Hawk Ostby escribieron el episodio piloto, dirigido por Terry McDonough, y fueron escritores y productores ejecutivos junto a Naren Shankar. Producido por Alcon Television y The Sean Daniel Company, la fotografía principal comenzó el 29 de octubre de 2014, en Toronto. El episodio piloto fue proyectado en la Comic-Con de San Diego en julio de 2015.
En mayo de 2015, antes de estrenar la primera temporada, la segunda temporada comenzó a escribirse, y fue encargada en diciembre de 2015. La segunda temporada de The Expanse se estrenó el 1 de febrero de 2017.
El 16 de marzo de 2017, The Expanse fue renovada por Syfy por una tercera temporada de 13 episodios para salir al aire en 2018. El rodaje para la temporada 3 comenzó el 12 de julio de 2017.
Cuatro cómics digitales basados en los libros y vinculados a la serie de televisión fueron publicados por comiXology. El primer cómic basado en James Holden fue publicado el 1 de febrero de 2017. Los tres siguientes, destacando los orígenes de los otros personajes son: Naomi Nagata, publicado el 19 de abril de 2017; Alex Kamal, publicado el 24 de mayo de 2017; y Amos Burton, publicado el 12 de julio de 2017.
La secuencia de apertura de la serie fue animada y dirigida por Australian studio Breeder y su equipo de efectos visuales.

### Cancelación y renovación
En mayo de 2018, Syfy no compró los derechos para las temporadas futuras, debido a los acuerdos de distribución, según se informa, restrictivos, lo que llevó a su cancelación y Alcon buscaría otras cadenas para distribuir las temporadas futuras.
Los fanáticos protestaron por la cancelación y reunieron más de 100.000 firmas para una petición en línea. Presionaron a Amazon Studios y Netflix para elegir la serie; una campaña de micromecenazgo pagó un avión para volar una pancarta "#SaveTheExpanse" alrededor de Amazon Studios. Celebridades como Wil Wheaton, George R. R. Martin, Patton Oswalt y Andreas Mogensen apoyaron la campaña. El 26 de mayo, en la International Space Development Conference, Jeff Bezos anunció que Amazon recogió la serie para temporadas adicionales.

### Música
La banda sonora del programa fue compuesta por Clinton Shorter. La banda sonora completa The Expanse Season 1 - The Original Television Soundtrack, que consta de diecinueve pistas, fue publicada través de iTunes el 20 de mayo de 2016 por Lakeshore Records, y el 26 de mayo de 2016 a través de Amazon.

## Estreno
En Estados Unidos, The Expanse se emitió por Syfy y se transmitió en streaming por Amazon Prime Video. En Canadá, la serie se emitió por Space y en streaming por CraveTV. En Nueva Zelanda, la serie se emitió por Sky. En los demás países donde Netflix está disponible, la serie está disponible en Netflix